# Гамильтон, Томас, 9-й граф Хаддингтон
Томас Гамильтон, 9-й граф Хаддингтон (англ. Thomas Hamilton, 9th Earl of Haddington; 21 июня 1780 — 1 декабря 1858) — шотландский аристократ и британский консервативный политик. Он носил титул учтивости — лорд Биннинг с 1794 по 1828 года.

## Происхождение и образование
Родился 21 июня 1780 года. Единственный сын Чарльза Гамильтона, 8-го графа Хаддингтона (1753—1828), и леди Софии Хоуп (? — 1813), дочери Джона Хоупа, 2-го графа Хоуптона. Он получил образование в Эдинбургском университете и в колледже Крайст-черч Оксфордского университета .

## Политическая карьера
Томас Гамильтон, лорд Биннинг, заседал в Палате общин Великобритании от Сент-Джерманса (1802—1806), Кокермута (1807), Каллингтона (1807—1812), Митчелла (1814—1818), Рочестера (1818—1826) и Ярмута (1826—1827). В 1814 году он был назначен одним из комиссаров по управлению делами в Индии. В том же 1814 году он стал членом Тайного совета Великобритании.
Сторонник премьер-министра Джорджа Каннинга. 24 июля 1827 года Томасу Гамильтона был пожалован титул барона Мелроуза из Тайнингема в графстве Хаддингтоншир (Пэрство Соединённого королевства).
17 марта 1828 года после смерти своего отца Томас Гамильтон унаследовал титулы 9-го графа Хаддингтона (Пэрство Шотландии), 9-го лорда Биннинга (Пэрство Шотландии) и 9-го лорда Байреса и Биннинга (Пэрство Шотландии).
Лорд Хаддингтон голосовал против Акта об Избирательной реформе в 1831 году, но в 1832 году поддержал этот законопроект. С января по апрель 1835 года он занимал должность лорда-лейтенанта Ирландии в правительстве премьер-министра Роберта Пиля. В 1841 году после повторного прихода к власти сэра Роберта Пиля лорд Хаддингтон отказался от предложенного ему поста генерал-губернатора Индии и занял должность первого лорда Адмиралтейства. Он занимал этот пост до января 1846 года, когда его назначили на пост лорда-хранителя Малой печати (эту должность он занимал до июля).
Член Лондонского королевского общества (1844), кавалер Ордена Чертополоха (1853).
В 1831 году лорд Хаддингтон был лишен своего наследственного титула Хранителя Королевского парка (Холируд-парка) из-за возмутительного поведения его отца при добыче камня в парке. Однако Томас Гамильтон получил 40 000 фунтов стерлингов в качестве компенсации (что эквивалентно 4,5 миллионам фунтов стерлингов в 2022 году).

## Семья
13 октября 1802 года лорд Биннинг женился на леди Мэри Паркер (? — 11 февраля 1861), дочери Джорджа Паркера, 4-го графа Макклсфилда (1755—1842), и Мэри Фрэнсис Дрейк. У них не было выживших детей, и граф умер в декабре 1858 года в возрасте 78 лет. После его смерти баронство Мелроуз угасло, а его наследником в оставшихся титулах стал его троюродный брат Джордж Бейли-Гамильтон.
В 1828 году он поручил Уильяму Бернсу перестроить семейную резиденцию Тайнингем-хаус, которая вместе с графским титулом перешла к линии Бейли-Гамильтон.